# Wilhelm von Montfort

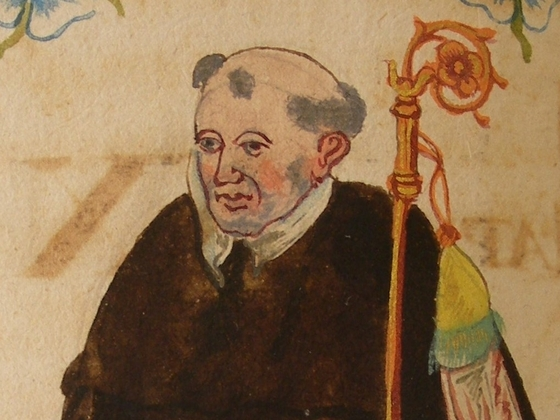
Wilhelm von Montfort (um 1300)

Wilhelm I. Graf von Montfort († 11. Oktober 1301) war von 1281 bis 1301 Fürstabt von St. Gallen.

## Politische Situation im ausgehenden 13. Jahrhundert
Schon gegen das Ende der Regierung des am 10. Juni 1272 verstorbenen Abtes Berchtold von Falkenstein hatte Graf Rudolf von Habsburg als ein gefährlicher Nebenbuhler den Einfluss des Stiftes St. Gallen im Bereiche des Thurgau einzuengen angefangen. Aber erst eine zwiespältige Wahl für Berchtolds Nachfolger bot dem Grafen, der als erwählter König (Rudolf war seit 1273 König) noch mehr Einfluss nehmen konnte, die Möglichkeit weitgehender Einmischung in die Angelegenheiten der Fürstabtei. Rudolf entschied sich für die Anerkennung des Ulrich von Güttingen, der von den Bürgern der Stadt St. Gallen als Abt gewählt worden war. Der Konvent aber hatte Heinrich von Wartenberg als Nachfolger Berchtolds gewählt, den die Bürger ablehnten, weil er aus dem gleichen Geschlecht wie Berchtold entstammte. Die Gotteshausleute, besonders auch die Stadt St. Gallen, die zu jener vorreformatorischen Zeit noch zum Kloster gehörte, akzeptierten Rudolf als Schutzherrn, wofür sie eine erste Handfeste erhielten. Rudolf aber setzte den unbeliebten Ulrich von Ramschwag als Vogt über die Fürstabtei ein. Ulrich war zudem auch ein schlechter Wirtschafter, der die Stadt tief in die Schulden führte, nicht zuletzt durch die Kriegsaufwendungen gegen Heinrich von Wartenberg. Auch gegen dessen Nachfolger, Rumo von Ramstein, führte Ulrich Krieg. Als nun Ulrich starb, wurde Rumo endlich als alleiniger Abt des Klosters von allen anerkannt, die wirtschaftliche Situation besserte sich aber nicht, da auch er viele Schätze veräußern musste, um die Schulden der Abtei zu bezahlen und auch sonst als unfähig beschrieben wird. Rumo trat 1281 ab, da er der Situation überhaupt nicht mehr gewachsen war.

## Regierungszeit

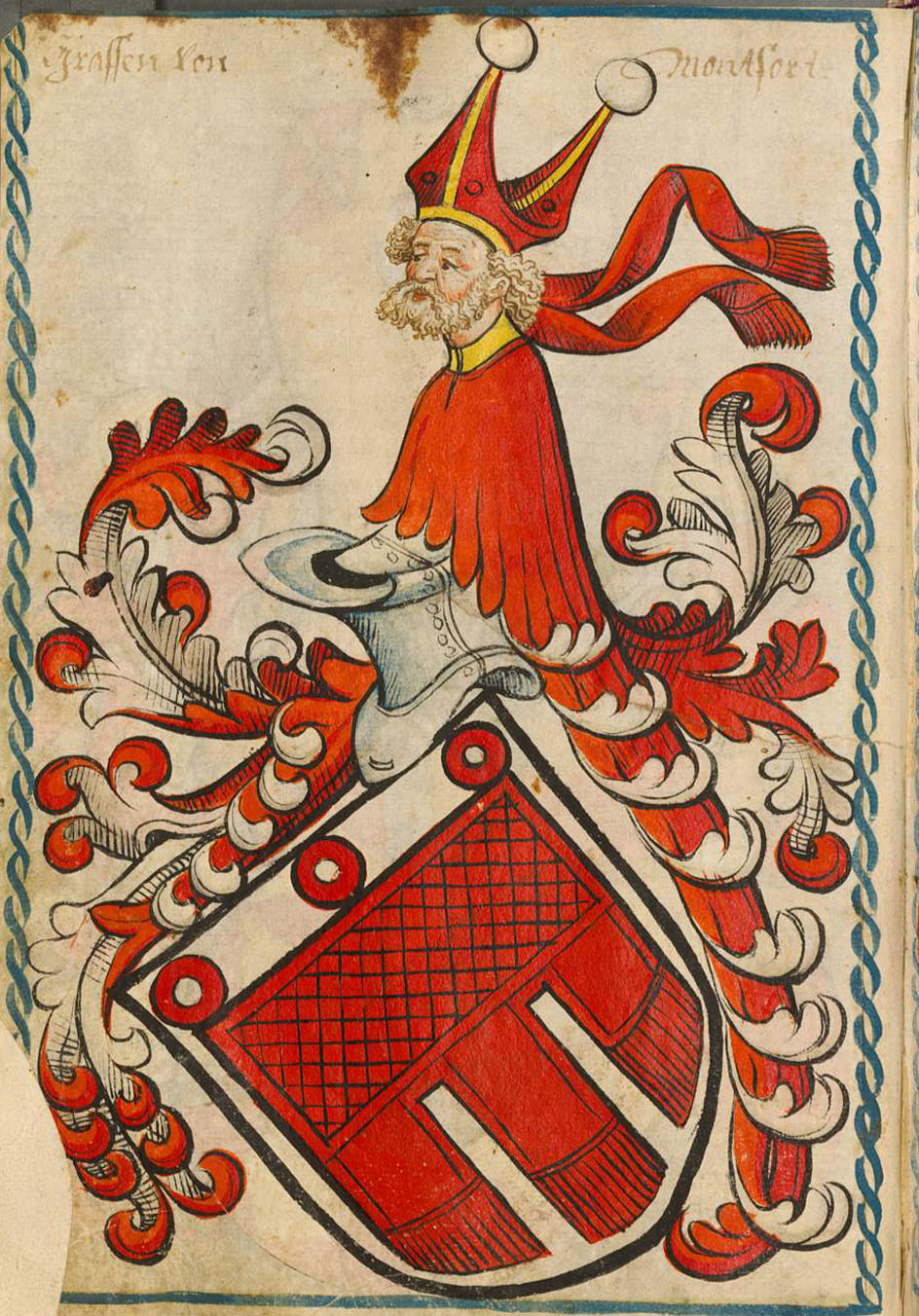
Wappen der Grafen von Montfort

Die Neuwahl bedeutete einen eigentlichen Systemwechsel für St. Gallen. Aus dem gräflichen Hause Montfort, das in Berchtolds Zeit dem Stift feindselig gewesen war und das in der Zeit der Doppelwahl zu Ulrich gehalten hatte, wurde Wilhelm als Abt erwählt. Hatte bisher das Umsichgreifen der Montforter vom Rheintal abwärts in den Argengau den Zwist zwischen dem Stifte und ihrem Hause bedingt, so gedachten jetzt die Wähler das Ansehen des Geschlechtes derer von Montfort ihrem Kloster zugutekommen zu lassen. Wilhelm hatte einflussreiche weltliche Brüder, die seine Wahl förderten, darunter Rudolf I. von Montfort, Ulrich I. von Montfort sowie den späteren Bischof von Chur, Friedrich von Montfort. Nach der Wahl bemühte sich Wilhelm, sein Stift wieder emporzubringen. Aber König Rudolfs eigensüchtiges Gebaren und die bei ihm, sobald er Wilhelms kräftigen widerstandsfähigen Willen erkannt hatte, hervortretende drückende Missgunst lähmte diese Anstrengungen. Schon bei seinem ersten Besuch am königlichen Hof im Dezember 1282 in Augsburg musste Wilhelm diesen fluchtartig verlassen, um sich weiterer Zumutungen durch den König zu entziehen. Dann fanden unzufriedene Klosterinsassen, die sich durch des Abtes fortgesetzte Sparpolitik bedrückt fühlten und auch mit der Anweisung des Abtes, alle Mönche sollen zum Priester geweiht werden, am Hof Gehör und Rückhalt für ihre Anklagen und Rudolf nützte 1287 seinen Einfluss auf einen päpstlichen Legaten aus, um gegen Wilhelm einen Prozess anstrengen und den Bann gegen ihn aussprechen zu lassen. Daneben wurden St. Gallen auch die weltlichen Mitteln eingeengt. Gegen den wichtigen Handelsplatz des Gotteshauses, die befestigte Stadt Wil, hatte der König mit der Burg Schwarzenbach eine Angriffsfeste in nächster Nähe geschaffen. Hier wogte im August und September 1287 ein erbitterter Kampf. Zwar wurde am 6. September eine Sühnverabredung vor Wil getroffen, doch als Wilhelm sich zum König begab, um den Frieden zu schließen, platzte die Abmachung und Rudolf nötigte Wilhelm zu weitreichenden Zugeständnissen gegenüber den Königssöhnen Albrecht I. und Rudolf II. Deshalb setzte Wilhelm, unterstützt durch seinen Bruder, Bischof Friedrich, den Kampf fort. Andererseits aber zog der König Ulrich von Ramschwag stets mehr in sein Interesse und als das Urteil gegen Wilhelm endlich gefällt war, das diesen verbannte, setzte der König selbst, begleitet von seinen Söhnen Albrecht und Rudolf, in St. Gallen den Abt von Kempten, Konrad von Gundelfingen als Gegenabt ein, unter Androhung der Reichsacht gegen alle Anhänger des verurteilten Gegners.
Herzog Rudolf II. blieb zurück, um Wilhelm zu bekämpfen. Für diesen begann jetzt eine Zeit der Niederlagen und der Verfolgung, seine Burgen fielen den Feinden anheim, auch die Feste Alt-Toggenburg. Ein Zufluchtsort nach dem anderen verschloss sich oder ging verloren. Bischof Friedrich wurde nach einem verlustreichen Gefecht gefangen genommen und starb 1290 beim Fluchtversuch aus seinem Haftort, der Burg Werdenberg von Hugo von Montfort, der königlich gesinnt war. Erst König Rudolfs Tod am 15. Juli 1291 brachte eine Änderung der Machtverhältnisse und schon am 25. Juli desselben Jahres nahmen die Wilhelm stets treu gesinnt gebliebenen St. Galler Bürger den rechtmäßigen Abt in St. Gallen wieder auf, wofür er ihnen zum Dank am 31. des Monats ihre Rechte in einer umfassenden Handfeste bestätigte.

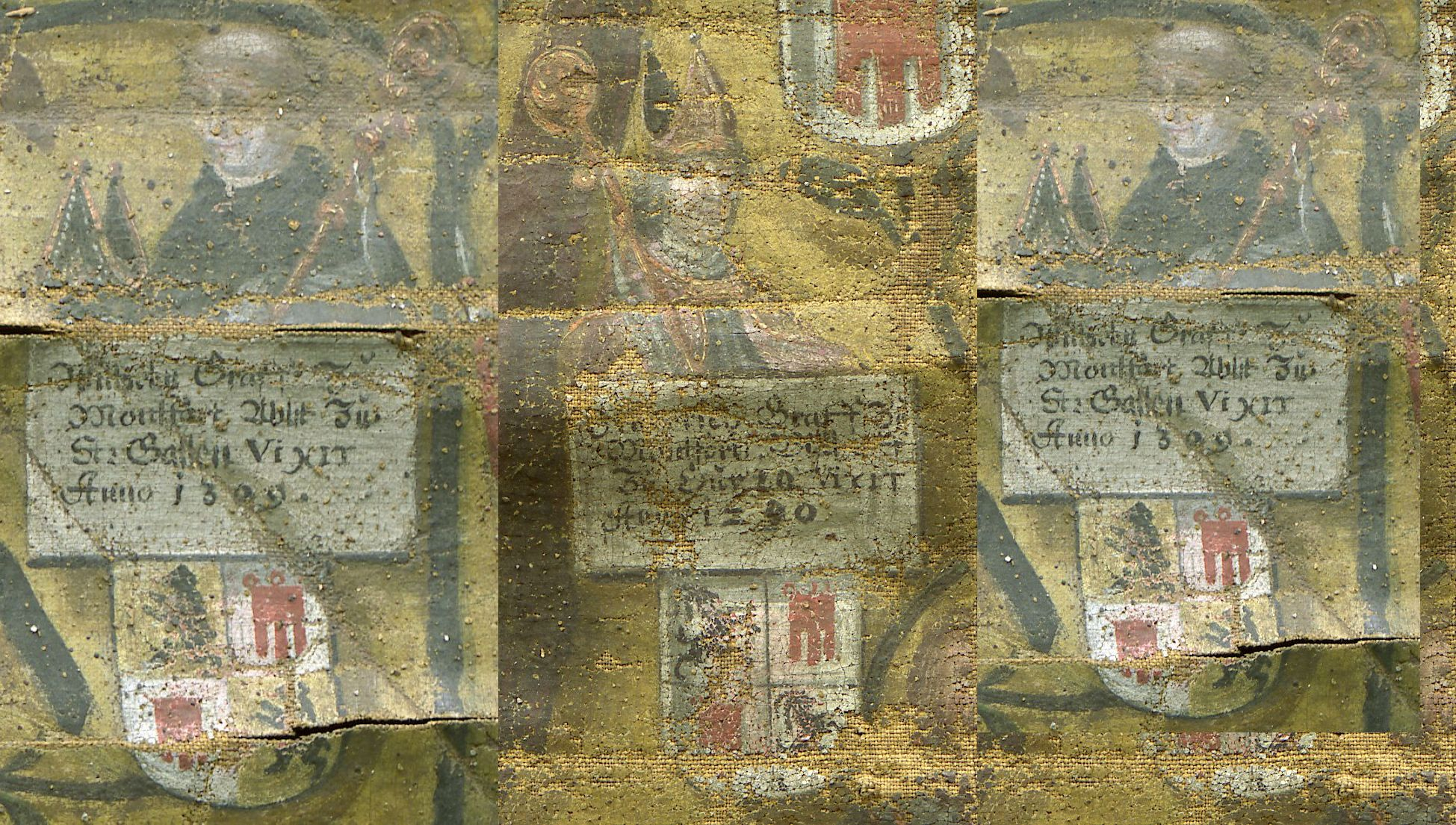
Friedrich II. († 1290, links), Heinrich III. († 1307, Mitte) und Wilhelm I. von Montfort († 1301, rechts)

Konrad von Gundelfingen musste seine angemaßte Stellung verlassen. Er versuchte zwar noch kurz, sein Amt auf kriegerische Weise zurückzuerhalten, gab aber auf, nachdem ihm Wilhelm 100 Mark bezahlt hatte. Mit den Gegnern des verstorbenen Habsburgerkönigs tat sich Wilhelm zu dem gegen Herzog Albrecht gerichteten Bund zusammen, welchen Bischof Rudolf von Konstanz um sich vereinigte, und auch über das Gotteshausgebiet von St. Gallen brach der Krieg erneut herein. Albrecht trug zwar im Wesentlichen den Sieg davon, aber die Söhne Ulrichs von Ramschwag, der mit dem Wiedereinzug von Wilhelm in St. Gallen vertrieben worden war, erlitten am 25. Februar 1292 vor der Stadt eine schwere Niederlage. In der Folge schlief der Konflikt langsam ein, kam aber nie ganz zum Erliegen. Als Wilhelm 1296 mit der Absicht, endlich einen Friedensvertrag abzuschließen, nach Österreich reiste, hofften alle auf eine gütliche Einigung. Wilhelm musste jedoch unverrichteter Dinge zurückkehren.
So schloss er sich, als zwischen König Adolf von Nassau, dem Nachfolger Rudolfs I., der sich von Anfang an St. Gallen günstig erwiesen hatte, und Albrecht die Fehde ausbrach, mit voller Entschiedenheit dem König an. Nach den im Schletstatter Vertrag vom 1. September 1297 eingeräumten Zusicherungen zog der Abt ein erstes Mal Adolf in die Nähe von Frankfurt zu, um ihn bei dessen Feldzug gegen Albrecht I. zu unterstützen. Im Sommer 1298 war Wilhelm in Adolfs Lager der einzige „Pfaffenfürst“. Am 2. Juli, bei der Schlacht bei Göllheim, war Wilhelm einer der Flüchtlinge vom Kampffeld am Hasenbühl und alle großen von Adolf eröffneten Aussichten fielen dahin. Tief gebeugt, auch in neue wirtschaftliche Schwierigkeiten durch den gemachten und eingebüßten kriegerischen Aufwand gestürzt, kehrte er zurück. Außerdem war der alte Gegner Albrecht I. jetzt König. Erst 1301 kam es in den seit 1292 noch immer schwebenden Fragen wegen Schwarzenbach zur Aussöhnung mit dem neuen König. Nach Inhalt des Vertrages, dessen Ausführung sich freilich noch länger verzögerte und nie ganz vollendet wurde, sollten Burg und Stadt Schwarzenbach gebrochen und Wil völlig wiederhergestellt werden. Aber Wilhelm lag schon schwer krank darnieder, als der Konstanzer Bischof Heinrich von der Aussicht auf einen Vergleich berichten konnte. Er starb am 11. Oktober, fünf Tage vor dem Abschluss des Friedensvertrages.